# Маевская, Нина Васильевна
Нина Васильевна Маевская (бел. Ніна Васілеўна Маеўская, девичья фамилия Лагун; 4 декабря 1938, Любань, Минская область — 19 марта 2011) — белорусская писательница.

## Биография

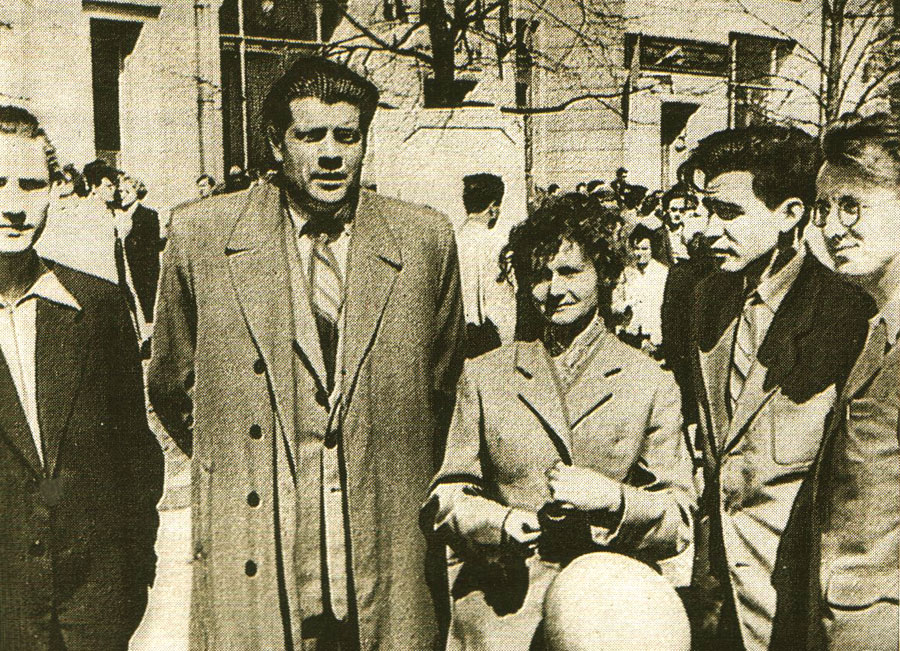
На Первомайской демонстрации. Иван Сипаков, Иван Науменко, Нина Маевская, Борис Саченко, Юрась Свирка. 1958 год.

Родилась в семье служащего. После окончания Любанской средней школы (1956) она работала старшей пионервожатой в Сосновской средней школе Любанского района (1956-1958). Окончила факультет журналистики Белорусского государственного университета (1963). Литературный сотрудник Минской районной газеты «Шлях камунізму» («Путь коммунизма») (1963-1965), ответственный секретарь газеты «За технический прогресс» (Минский подшипниковый завод, 1965-1967), начальник отдела, ответственный секретарь журнала «Промышленность Белоруссии» (1968–1978). В 1980 году окончила Минскую высшую партийную школу при ЦК Компартии Белоруссии. Работала в газете «Літаратура і мастацтва» (1980–1981), старшим редактором, руководителем издательства «Юнацтва» (1981–1985). С 1985 года — редактор отдела журналистики журнала «Беларусь».
Умерла 19 марта 2011 года от инсульта.

## Творчество
Издаётся в печати с 1955 года. Автор сборников повестей и рассказов «Ляці, верабейка» (1969), «Агата» (1970), «Надзеевіч» (1983), «Такая позняя вясна» (1984), «Холад доннай вады» (1989), «Трывожна шумяць ясакары» (1993), «Арніка» (1993), «Шчасце» (2011) и других, а также книг поэзии «Падаюць даспелыя ранеты» (2001), «Мая ўлюбёная краіна» (2004).